# Luton Airport

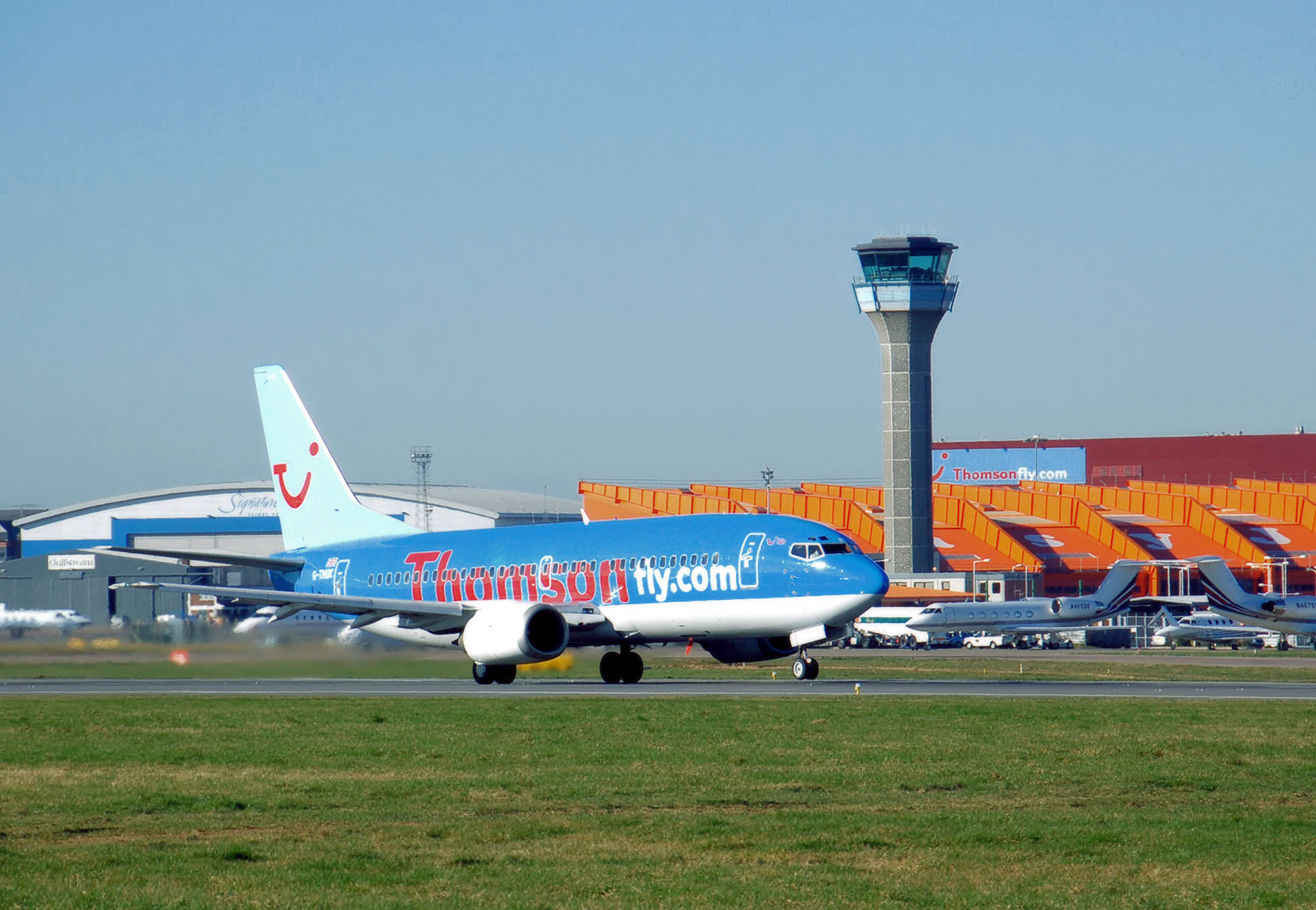
Thomsonfly Boeing 737-300 lyfter från Luton.

London Luton Airport (IATA: LTN, ICAO: EGGW) (tidigare kallad Luton International Airport) är en internationell flygplats belägen 2,8 kilometer öst om staden Luton, Bedfordshire, England och ligger 56,5 kilometer norr om centrala London. Det är den fjärde största flygplatsen som betjänar London efter London-Heathrow flygplats, Gatwick flygplats och London-Stansteds flygplats, och är en av Londons sex internationella flygplatser med London City Airport och London Southend Airport.
År 2007, ökade antalet passagerare vid London Luton med 5,3% till 9 927 321, vilket gör det till det femte mest trafikerade flygplatsen i Storbritannien. Flygplatsen fungerar som bas för flygbolagen easyJet, Monarch Airlines, Thomsonfly och Ryanair. De flesta av flyglinjerna är inom Europa, men det finns vissa charterbolag med flyglinjer till interkontinentala destinationer. Till Sverige flyger Easyjet Stockholm-London Luton, Ryanair flyger till Köpenhamn.

## Marktransport

### Väg
Flygplatsen ligger några kilometer från motorvägen M1, som går söderut till London och norrut till Leeds. Det finns en korttids-parkering intill terminalen och långtids-parkeringar väster och öster om terminalen som är anslutna till terminalen med skyttelbussar. Det finns också externa parkeringsföretag i närheten av flygplatsen.

### Järnväg
Luton Airport Parkway railway station ligger cirka två km utanför flygplatsen. Därifrån går flera tågförbindelser till bland annat centrala London, Bedford, St Albans, Wimbledon, Sutton, Gatwick Airport, Brighton, Leicester, Nottingham och Leeds.
Skyttelbussar förbinder järnvägsstationen med flygplatsen, vilket kostar £1 för passagerare med tågbiljet och £1,50 för övriga.

### Bussar
Lokala bussar går mellan flygplatsen och Luton samt andra lokala ställen. Direktbussar till London körs av både Green Line Coaches, Terravision och easyBus, och resan tar cirka 60 minuter. National Express kör busslinjer till London-Stansteds flygplats samt andra städer i Midlands och norra England.